# Kombapari
Kombapari is een bestuurslaag in het regentschap Oost-Soemba van de provincie Oost-Nusa Tenggara, Indonesië. Kombapari telt 761 inwoners (volkstelling 2010).